# نظرية مؤامرة القمر الصناعي بلاك نايت

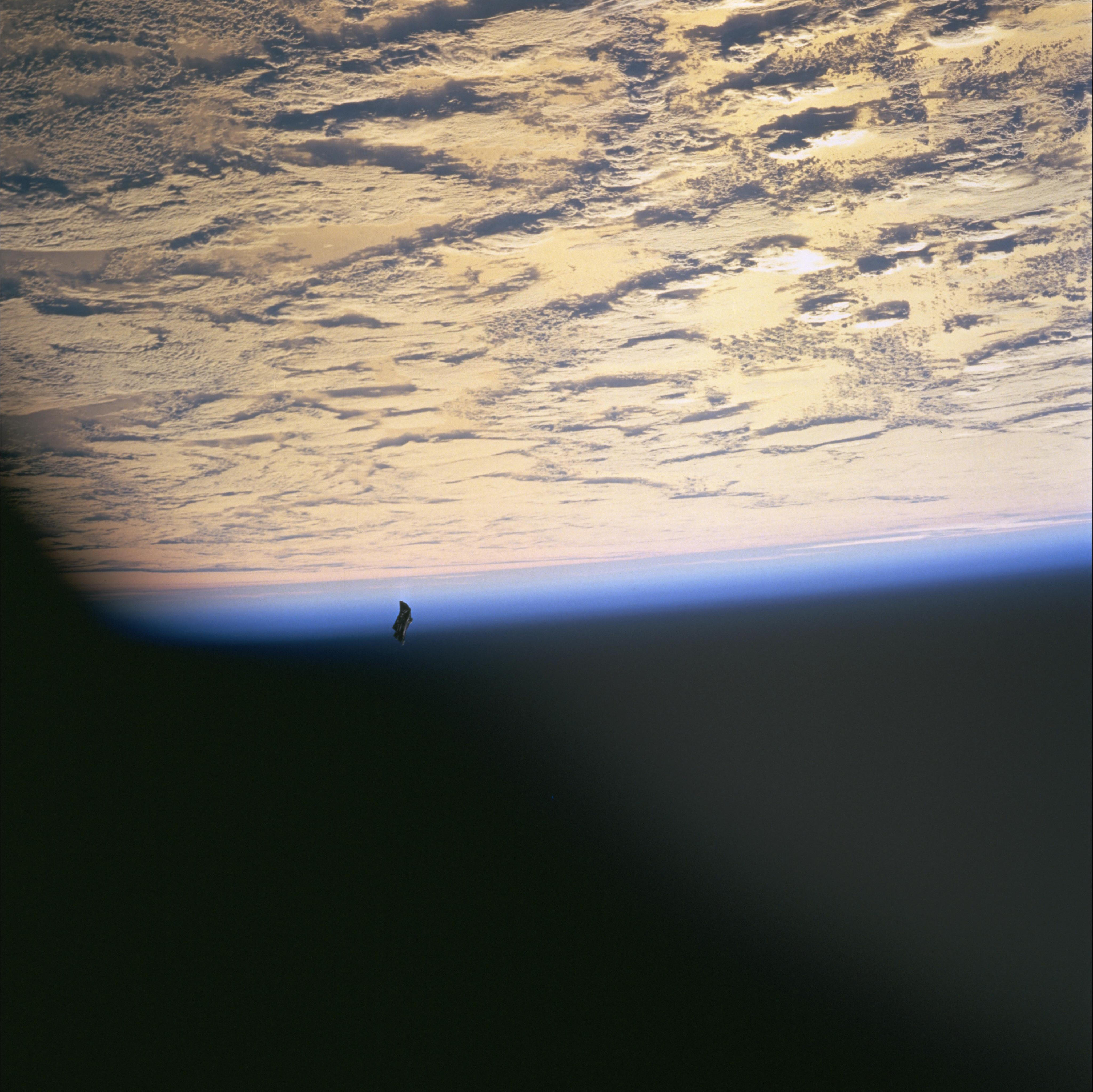

تدعي نظرية مؤامرة القمر الصناعي بلاك نايت أن هناك مركبة فضائية في مدار شبه قطبي للأرض من أصل غير أرضي، وأن ناسا مشاركة في التستر على وجودها ومنشأها. تجمع نظرية المؤامرة هذه بين العديد من القصص غير ذات الصلة في سرد واحد.
يوجد صورة التقطت في أثناء مهمة إس تي إس-88 ادعى البعض أنها تظهر القمر الصناعي بلاك نايت صُنفت من قبل وكالة ناسا كصورة لحطام فضائي، ويعتبرها صحفي الفضاء جيمس أوبيرغ أنها من المرجح صورة لحطام بطانية حرارية جرى تأكيد فقدانها في أثناء المهمة.

## تاريخ
وفقًا لبعض المؤمنين بمؤامرة الأجسام الطائرة المجهولة (يو إف أو)، فإن بلاك نايت هو قمر اصطناعي من أصل غير أرضي يدور حول الأرض منذ 13,000 عام تقريبًا، من المرجح أن تكون قصة «القمر الصناعي» مزيجًا من عدة قصص منفصلة عن أشياء مختلفة وتفسيراتها، جميعها موثقة جيدًا بصورة مستقلة ولم يستخدم أي منها مصطلح «بلاك نايت» عندما نُشرت لأول مرة. وفقًا لكبيرة موظفي الدعم التعليمي مارتينا ريدباث في القبة الفلكية أرماه في أيرلندا الشمالية:
«نظرية مؤامرة بلاك نايت هي مزيج من القصص غير ذات الصلة تمامًا، وتقارير ملاحظات علمية غير عادية، ومؤلفون يروجون لأفكار هامشية، وأقمار صناعية سرية للتجسس وأشخاص يبالغون في تفسير الصور. اقتطعت هذه المكونات، وقُلبت لتمتزج مع بعضها، وطُهيت على الإنترنت لتشكل كمية من الأساطير المتناقضة والمليئة بالثرثرة».
يرجع أصل أسطورة بلاك نايت غالبًا إلى «استعادة ماضي» المصادر الراديوية المتكررة الطبيعية غير الأرضية التي يُفترض أنها سمعت أثناء التجارب الإذاعية لعام 1899 لنيكولا تيسلا وإلى الأصداء الراديوية ذات التأخير الزمني الطويل التي سمعها لأول مرة مشغل الراديو الهاوي يورغن هالس في أوسلو في النرويج عام 1928. ينسب برايان دونينغ صاحب المدونة الصوتية سكيبتويد إشارات راديو تسلا عام 1899 إلى النجوم النابضة، والتي لم تُعرف حتى عام 1968.
في عام 1954، قال الباحث في الأجسام الطائرة المجهولة دونالد كيهو للصحف إن القوات الجوية الأمريكية قد أبلغت عن اكتشاف قمرين صناعيين يدوران حول الأرض. في ذلك الوقت، لم يكن لدى أي دولة التكنولوجيا لإطلاق قمر صناعي. لاحظ المشككون أن كيهو كان يروج لكتاب عن الأجسام الطائرة المجهولة في ذلك الوقت، ومن المرجح أن القصص الإخبارية كتبت «على سبيل الهزل» وليس المقصود بها أن تؤخذ على محمل الجد.
استُخدم صاروخ بريطاني يسمى صاروخ بلاك نايت بالاقتران مع برنامج بلو ستريك للصواريخ بين 1958 و1965، لاختبار المركبات العائدة. اعتبرت وزارة الطيران مشروع «قاذفة الأقمار الصناعية بلاك نايت» الذي أعلن عنه في عام 1964 أولوية. لم يضع البرنامج أي شيء في المدار مطلقًا، ولا علاقة له بأسطورة الأقمار الصناعية بلاك نايت. 
في فبراير 1960، أفادت مجلة تايم بأن البحرية الأمريكية قد اكتشفت جسمًا مظلمًا يُعتقد أنه قمر تجسس سوفيتي في المدار. وأكدت إحدى المقالات اللاحقة للموضوع أن الجسم كان «بقايا القمر الصناعي ديسكوفرر 8 للقوات الجوية ضل طريقه».
في عام 1963، يُعتقد أن رائد الفضاء جوردن كوبر ربما قد أبلغ عن رؤية جسم طائر مجهول خلال مداره الخامس عشر في أثناء مهمة ميركوري 9 وأن ذلك أُكّد من قبل محطات التتبع، ولكن لا يوجد دليل على حدوث ذلك. لا يظهر سجل المهمة لوكالة ناسا ولا نسخ سجل كوبر الشخصي أي إبلاغ عن هذه الحادثة في أثناء مدار الرحلة.